# 북미 (지역)

북미 지역

북미(北美, 영어: Northern America)는 아메리카 최북단이며, 북아메리카의 일부이다. 그 경계선은 미국과 멕시코 국경선이다. 보통 북미라는 용어는 북쪽의 아메리카 대륙, 북부 미주 대륙이라는 의미를 가리키지만, 지리적인 의미를 가진 파나마 지협 이북의 북아메리카와는 범위가 많이 다르다.
북미(Northern America)라는 용어는 이 지역이 영국, 프랑스, 스페인에게 점령되어 있었던 1755년에 처음 사용되었다. 보통 북미라고 하면, 미국과 캐나다를 말한다.
오늘날 사회경제적 및 인구통계학적 기준(예: 생산성 수준)에 따르면 북미에서 가장 지배적인 두 국가인 미국과 캐나다는 모두 인간 개발 지수와 경제 통합 수준이 매우 높은 선진국으로 평가받는다.

## 해당 국가 및 지역
| 국가 / 지역     | 인구        | 면적 (km2) | 인구 밀도 (km2당 인구) | 수도        |
| --------------- | ----------- | ---------- | ---------------------- | ----------- |
| 버뮤다          | 62,756      | 53.2       | 1,179.62               | 해밀턴      |
| 캐나다          | 37,064,562  | 9,984,670  | 3.71                   | 오타와      |
| 그린란드        | 56,564      | 2,166,086  | 0.03                   | 누크        |
| 생피에르 미클롱 | 5,849       | 242        | 24.17                  | 생피에르    |
| 미국            | 327,096,265 | 9,826,675  | 33.29                  | 워싱턴 D.C. |

## 같이 보기
- 북아메리카
- 앵글로 아메리카
- 라틴 아메리카와 카리브